# ベルトルト3世 (ツェーリンゲン公)
ベルトルト3世（ドイツ語：Berthold III., 1085年ごろ - 1122年12月3日）は、ツェーリンゲン公（在位：1111年 - 1122年）。初代ツェーリンゲン公ベルトルト2世の息子。

## 生涯
ベルトルト3世は神聖ローマ皇帝ハインリヒ5世を支持し、1122年のヴォルムス協約に大きく関与した。ベルトルト3世はバイエルン公ハインリヒ9世の娘ゾフィーと結婚した。1122年12月3日、抗争中にベルトルト3世はモルスアイム近くで殺害され、ザンクト・ペーター修道院に埋葬された。
男子なく死去したため、公位は弟コンラート1世が継承した。妃ゾフィーはシュタイアーマルク辺境伯レオポルトと再婚した。